# Великогерцозький палац (Карлсруе)
49°00′22″ пн. ш. 8°23′47″ сх. д. / 49.006111111111° пн. ш. 8.3963888888889° сх. д.

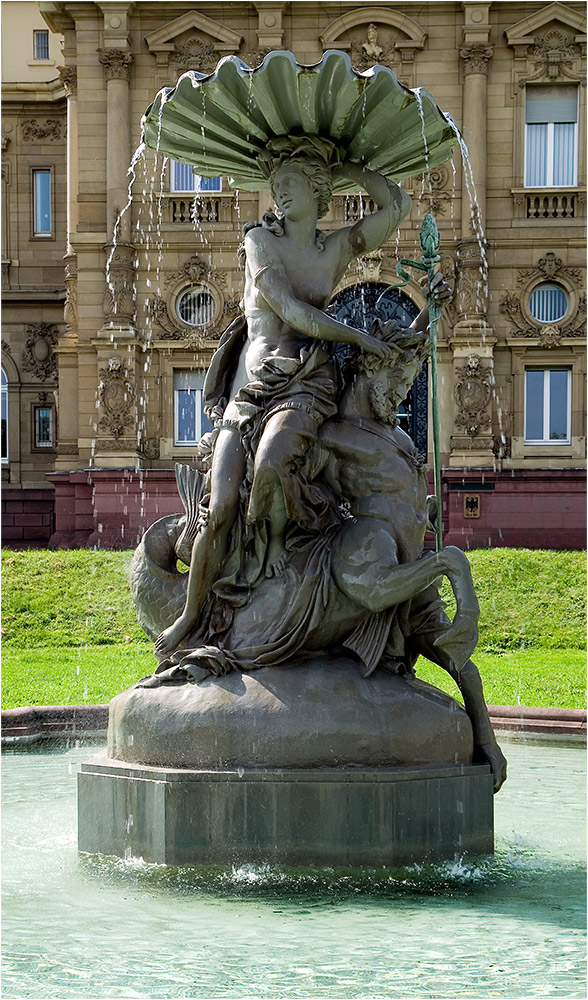
Фонтан «Галатея»

Великогерцозький палац (нім. Erbgroßherzogliches Palais) знаходиться в Карлсруе на Крігсштрассе. 
З 1950 року в цій будівлі перебуває Верховний суд Німеччини. 
Будівля побудована в 1891—1897 рр. для на той час наслідного принца, а згодом великого герцога Фрідріха II Баденського (1857—1928) та його дружини Гільди Люксембурзької (1864—1952). 
Навіть коли Фрідріх у 1907 році успадкував від свого батька, Фрідріха I трон, вони з дружиною залишалися жити в цьому палаці.

## Історія
У 1817 році Фрідріхом Вайнбреннером на місці, де згодом спорудили спадковий палац Великого герцогства, збудовано класичний палац-сад. 
Він був резиденцією вдови великої герцогині Софі, а потім резиденцією великого герцога Фрідріха I Баденського, поки він не обійняв посаду в 1852 році. 
Він містив будинок садівника, який зараз використовується Федеральним судом як т. зв. Будівля Вайнбреннера. 
Після знесення решти палацового комплексу Спадковий Великогерцозький палац побудований в 1891—1897 рр. за планами Йозефа Дурма в стилі необароко для тодішнього Спадкового Великого Герцога, пізніше Великого Герцога Фрідріха II Баденського (1857—1928) і його дружини Гільда  Люксембурзької (1864—1952). 

Коли Фрідріх змінив свого батька на престолі в 1907 році, він і його дружина й далі жили там.
Під час Другої світової війни верхній поверх і куполи будівлі зруйновано. 
У 1950 році палац передали Федеральному суду та Федеральній прокуратурі. 
У 2012 році реконструйована історична вежа.

## Сад
Використовувана територія охоплює площу, що займає приблизно 4 га, розташовану в парку, розробленому як відкритий доступний майданчик.
Основні конструктивні особливості місцевості були реалізовані в 1817 р. на північній стороні палацу на штучно створеному насипному пагорбі за проєктом головного архітектора Великого герцогства Бадена, Фрідріха Вайнбреннера.
Сад на південній стороні палацу (спрямованій до Крігсштрассе), був реконструйований і по-новому оформлений наприкінці ХІХ століття під час розширення початкового садового невеликого замку тодішнім правлінням будівельного напряму на чолі з Йозефом Дурмом. 
Центральне місце оточили шестиступінчастою терасою, яка веде до круглого басейну з фонтаном, що відкриває каскад. 
За винятком тераси, відремонтованої у 2006 році, каскад демонтували в 1970 році, через що проїзну частина Кригштрассі значно розширено. Фонтан Галатея скульптора Карла Фрідріха Места, реконструйований в 1954 році, вже при федеральній судовій палаті.